# Eirini Aindili
Eirini Aindili född den 11 mars 1983 i Euboia, Grekland, är en grekisk gymnast.
Hon tog OS-brons i rytmisk gymnastik för trupper i samband med de olympiska gymnastiktävlingarna 2000 i Sydney.